# Стирлинг, Джеймс
Джеймс Сти́рлинг (англ. James Stirling, май 1692 года — 5 декабря 1770 года) — шотландский математик.

## Биография
Джеймс Стирлинг родился в неспокойное время. Четырьмя годами раньше был свергнут король Яков II, он же Яков VII Шотландский. В 1707 году Шотландия была присоединена к Англии. Когда Джеймсу было около 17 лет, его отец был арестован как якобит (сторонник свергнутого монарха) и обвинён в государственной измене. Суд его оправдал. Мятежи якобитов продолжались ещё долгое время.
Образование Стирлинг получил в Оксфорде, затем, вероятно, в Глазго. Получить диплом ему мешало то, что при этом надо было непременно принести присягу английской королеве, а Стирлинг категорически отказался делать это. Теперь уже угроза ареста нависла над ним самим. Стирлинг уехал в Италию, где жил до 1722 года.
В Италии началась научная деятельность Стирлинга. Он опубликовал работу «Ньютоновские кривые третьего порядка», где изучает алгебраические кривые 3-й степени, уже исследованные Ньютоном. Стирлинг обнаружил 4 новых типа этих кривых, не замеченных великим аналитиком. В этой же работе доказан ряд теорем, высказанных Ньютоном без доказательства, изучаются кривая скорейшего спуска и цепная линия, решается лейбницевская задача об ортогональных траекториях. Стирлинг выяснил, что алгебраическая кривая n-го порядка определяется своими n(n+3)/2 точками.
Стирлинг завязал переписку с Ньютоном, выслал ему экземпляр статьи, попросил помощи в трудоустройстве на родине. Ньютон в ответном письме, приветливом и дружелюбном, обещал своё содействие. Ещё до конца 1717 года Ньютон опубликовал вышеуказанную работу Стирлинга, а вскоре и ещё одну: «Ньютонов метод разностей».
В 1724 году Стирлинг приехал в Лондон и стал работать преподавателем. Вёл активные математические исследования.
В 1726 году по рекомендации Ньютона, данной им незадолго до смерти, Стирлинга избрали членом Королевского общества.
В 1730 году опубликован главный труд Стирлинга, «Дифференциальные методы» (Methodus Differentialis). Это один из первых содержательных учебников по математическому анализу, излагающий помимо основ анализа немало личных открытий Стирлинга. Среди тем книги: бесконечные ряды, их суммирование и ускорение сходимости, теория интегрирования (квадратуры), интерполирование, свойства гамма-функции, асимптотические представления. Одно из таких представлений, несколько преобразованное де Муавром, известно сейчас как формула Стирлинга.
Некоторые детали исследований Стирлинга можно почерпнуть из его переписки с де Муавром, Эйлером и Крамером.
В 1733 году опубликован ещё один важный труд Стирлинга: «Двенадцать предложений о фигуре Земли».
В 1735 году Стирлинг возвратился в Шотландию, куда был приглашён управлять горной компанией. Административная работа хорошо ему давалась и хорошо оплачивалась, но практически не оставляла свободного времени. Единственная опубликованная его работа за этот период касается проблем шахтной вентиляции. На этой должности он оставался до конца жизни.
В 1745 году произошёл новый мятеж якобитов, неудачный, но кровопролитный. Военные невзгоды сводят в могилу Маклорена, и Стирлинга приглашают занять его кафедру в Эдинбурге, но нескрываемые симпатии Стирлинга к мятежникам срывают дело.

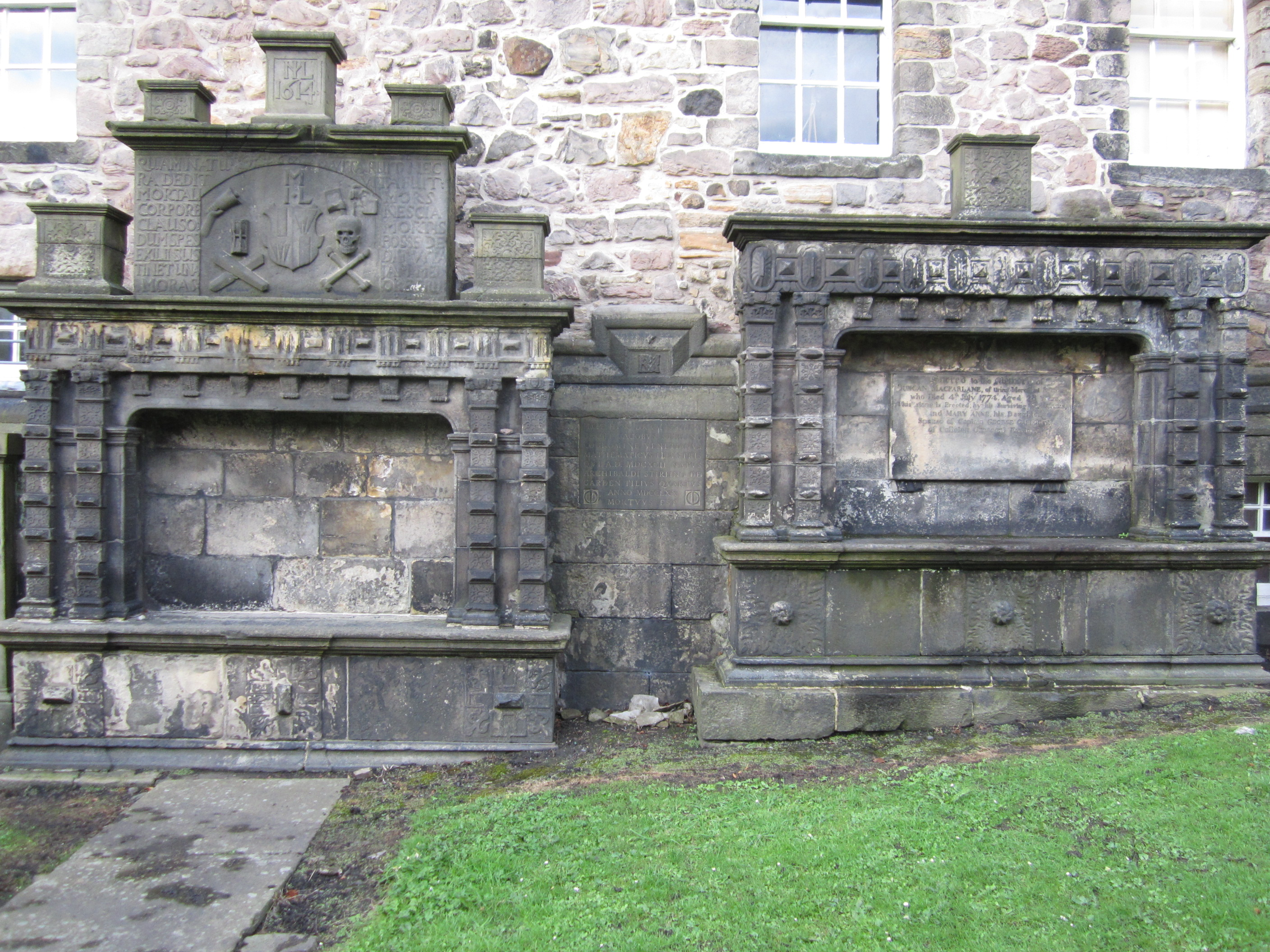
Могила Дж. Стирлинга (маленькая плита посередине)

В 1746 году был избран членом Берлинской Академии.
Умер в 1770 году, похоронен на кладбище Грейфрайерс в Эдинбурге.

## Память
В его честь названы числа Стирлинга и формула Стирлинга.